# Saint-Martin-de-Commune
Saint-Martin-de-Commune – miejscowość i gmina we Francji, w regionie Burgundia-Franche-Comté, w departamencie Saona i Loara.
Według danych na rok 1990 gminę zamieszkiwały 104 osoby, a gęstość zaludnienia wynosiła 7 osób/km² (wśród 2044 gmin Burgundii Saint-Martin-de-Commune plasuje się na 806. miejscu pod względem liczby ludności, natomiast pod względem powierzchni na miejscu 652.).